# Kościół św. Łucji w Santa Luċija (Kerċem)
Kościół św. Łucji (malt. Il-knisja ta’ Santa Luċija, ang. Church of St Lucy) – rzymskokatolicki kościół w wiosce Santa Luċija, w granicach Kerċem na wyspie Gozo, Malta.

## Historia
W miejscu, gdzie dziś stoi kościół, istniała już kaplica co najmniej od początku XVI wieku. W 1544 została zdekonsekrowana. Wkrótce ją odbudowano i używano, gdyż wspomina o niej w swoim raporcie wizytator apostolski Pietro Dusina w 1575. Znalazł ją zdewastowaną, bez rektora, ołtarza, a nawet drzwi, co spowodowało kolejną dekonsekrację. W 1598 kaplica była znów w użytkowaniu; w 1608 wizytujący ją biskup Tomás Gargallo nadmieniał o obrazie a tempera na desce, przedstawiającym św. Łucję, wiszącym nad ołtarzem. Jednak w 1657 kaplica była w tak złym stanie, że została ponownie zamknięta.
Początki stojącej do dziś świątyni sięgają końca XVIII wieku, kiedy kanonika Mikelanġ Dandalone zaprojektował i zbudował nową kaplicę. W związku z tym rościł on sobie prawo zostania pierwszym rektorem nowego kościoła. Spór wynikły po odmowie zgody przez archiprezbitera Cassara z katedry w Victorii oparł się aż o Stolicę Apostolską, lecz zanim przyszła decyzja, obaj adwersarze zmarli. Od tego czasu służbę liturgiczną pełnił tam kapłan wyznaczony przez biskupa.

Od 8 października 1848 do listopada 1851 kościół pełnił rolę wiceparafialnego, ponieważ kościół parafialny św. Grzegorza w Kerċem był wciąż w trakcie budowy.
Od czasu zbudowania kościół był dwukrotnie powiększany, po raz pierwszy na początku XX wieku, następnie zaś w latach 1951–52. Po tym ostatnim, 9 listopada 1952 świątynia została powtórnie konsekrowana przez biskupa Gozo Giuseppe Pace.

## Architektura

### Wygląd zewnętrzny
Budynek kościoła jest usytuowany w końcu placu, którego obszerna część znajduje się przed świątynią. Widoczna dziś fasada kościoła powstała na początku XX wieku. Jest to prosta i elegancka fasada klasyczna, z czterema pilastrami i dwoma półpilastrami w stylu jońskim. Te ostatnie, wraz z dwoma centralnymi pilastrami podpierają belkowanie z trójkątnym frontonem. Fronton opiera się o trzywarstwowy mur z dwoma dużymi elementami ozdobnymi na końcach. Podobny, lecz mniejszy trójkątny fronton znajduje się nad centralnie umieszczonymi na fasadzie i otoczonymi profilowanym kamiennym obramowaniem drzwiami. Ponad frontonem ślepe okno z płaskorzeźbą z brązu Święta Łucja. Całość wieńczy centralnie umieszczona dzwonnica z jońskimi pilastrami na rogach i łączącymi je łukami, tworzącymi cztery arkady z dzwonami. Dzwonnica zbudowana została w 1908, zaś dzwony, o imionach „Ġużeppa”, „Pawla”, „Luċija” i „Mikelina” zostały 5 grudnia 1948 poświęcone przez biskupa Ġużeppe Pace, a następnie zawieszone na wieży. Ponad dzwonami rodzaj kwadratowego balkonu z balustradą, i wysokim ozdobnym elementem z krzyżem na szczycie.

### Wnętrze
Wnętrze świątyni jest obszerne, zbudowane na planie krzyża łacińskiego. Na przecięciu nawy i transeptu cztery pary doryckich pilastrów dźwigają cztery łuki i cztery pendentywy, na których wspiera się pozbawiona bębna półkolista kopuła. Ramiona transeptu nakryte są barokowym sklepieniem kolebkowym z oknami po bokach.

Ołtarz główny wykonany jest z marmuru. Ponad nim obraz tytularny przedstawiający św. Łucję z atrybutami męczeństwa u stóp Madonny z Dzieciątkiem. Nieznany jest autor i czas powstania dzieła. Na sklepieniu konchowym w absydzie przepiękne malowidło Ġużeppe Briffy z 1953 (lub 1970) przedstawiające św. Łucję klęczącą u stóp Najwyższego.

W dwóch bocznych kaplicach znajdują się dwa ołtarze, jeden poświęcony świętym Piotrowi i Pawłowi, a drugi ucieczce Świętej Rodziny do Egiptu. Wydaje się, że te obrazy pochodzą z XVIII wieku, ale nie wiadomo, kto je namalował. Podobnie jak ołtarz główny, ołtarze te mają bardzo ładny barokowy wygląd.

Obraz w kopule powstał w 2004. Został wykonany przez malarza Austina Camilleriego i przedstawia gloryfikację męczenników. Jego inspiracją jest Księga Objawienia 7,9-14. To obraz w nowoczesnym stylu.

Sufit apsydy z lunetami również pokrywają obrazy Ġużeppe Briffy. Nad wejściem galeria organowa.

W kościele znajduje się również posąg św. Łucji wykonany przez gozitańskiego rzeźbiarza Wistina Camilleriego w 1920, jak też figury Serca Jezusa i św. Tomasza.

## Święto patronalne
Święto patronalne kościoła przypada 13 grudnia, lecz uroczystości odbywają się w najbliższą tej dacie niedzielę. Do 1990 ograniczały się jedynie do samego kościoła. Od 1991 przeniosły się również na zewnątrz, czego bardzo pragnęli mieszkańcy wioski. Dziś obchody gromadzą mieszkańców tak Gozo, jak i Malty.

## Ochrona dziedzictwa kulturowego
Od 27 sierpnia 2012 budynek świątyni umieszczony jest na liście National Inventory of the Cultural Property of the Maltese Islands pod nr. 00952.